# Odensjö kyrka
Odensjö kyrka är en kyrkobyggnad i Odensjö i Växjö stift. Den är församlingskyrka i Odensjö församling.

## Kyrkobyggnaden
Ursprungliga kyrkan uppfördes på 1200-talet eller 1300-talet. Någon gång på medeltiden tillkom nuvarande sakristia i norr. 1815 ödelades kyrkan av en brand då endast väggarna återstod. En ny kyrka uppfördes 1818 och de gamla väggarna återanvändes. Tidigare klockstapel ersattes med nuvarande torn i väster. Åren 1926-1927 byggdes ett nytt smalare kor i öster efter ritningar av arkitekt Sven Brandel. Gamla koret inlemmades i övriga kyrkorummet. En renovering genomfördes 1953 då nya golv lades in i hela kyrkorummet. Väggarna rappades och hela kyrkorummet målades om. Elvärme installerades.

## Inventarier
- Nuvarande dopfunt tillkom 1946.
- En gammal offerkista finns i vapenhuset.
- Kyrkans första orgel byggdes 1864 av Johannes Andersson i Långaryd och hade fyra och en halv stämma.
- Ett altarkrucifix räddades från branden 1815.
- Ett golvur från 1700-talet har renoverats 1953 och finns sedan dess i kyrkan.

### Orgel
- Kyrkans första orgel byggdes 1864 av Johannes Andersson i Långaryd och hade fyra och en halv stämma.
- 1915 tillkom en orgel på åtta stämmor tillverkad av Eskil Lundén i Göteborg.
- Den nuvarande mekaniska orgeln är byggd 1975 av Ingvar Johansson, Västbo Orgelbyggeri, Långaryd.

| Huvudverk I     | Svällverk II      | Pedal       | Koppel |
| Gedackt 8´      | Rörflöjt 8´       | Subbas 16´  | I/P    |
| Principal 4´    | Spetsflöjt 4´     | Koralbas 4´ | II/P   |
| Gedacktflöjt 2´ | Principal 2´      |             | II/I   |
| Mixtur III      | Ters 1 3/5'       |             |        |
|                 | Kvinta 1 1/3'     |             |        |
|                 | Crescendosvällare |             |        |

#### Kororgel
- Kororgeln är byggd på 1870-talet av Peter Johan Lortenzson, Lidhult. Den renoverades 1978 av Västbo Orgelbyggeri, Långaryd. Orgeln består av en delvis öppen 8' trästämma och en öppen 4' trästämma, subkoppel och superoktavkoppel. Orgeln är ursprungligen byggd som hemorgel.

### Webbkällor
- Odensjö hemsida
- Odensjö kyrka på Ljungby pastorats webbplats
- byggnadspresentation